# Бабек (город)
Бабек (азерб. Babək) —  город (посёлок городского типа до 19 июня 2020 года) в Азербайджане, административный центр Бабекского района Нахичеванской Автономной Республики.

## История
До 1978 года населённый пункт назывался Тазакенд, после чего был переименован в «Бабек» в честь предводителя иранского национального восстания в Азербайджане (северо-западная Персия) и Закавказье Бабека, став административным центром новообразованного Бабекского района.
По переписи 1897 года село Тазакенд Нахичеванского уезда Эриванской губернии, с населением 1871 человек, 1486 армян, 385 мусульман.
По переписи всесоюзной переписи населения 1979 года в Бабеке жило 1789 человека, 1764 азербайджанца, 18 армян.
По всесоюзной переписи населения 1989 года в Бабеке проживало 2302 человека. Численность населения на 2010 год составляет 3252 человека.
19 июня 2020 года согласно закону «О частичном изменении административно-территориального деления Бабекского района Нахичеванской Автономной Республики» посёлку Бабек в составе одноимённого административно-территориального округа был присвоен статус города.

## Основные виды деятельности
- виноградарство;
- зерноводство;
- бахчеводство;
- овощеводство;
- скотоводство.

Также развиты добыча камня, переработка винограда, производство пищевых продуктов.

## География
На территории Бабека находятся залежи каменной соли, строительных материалов, а также такие минеральные источники, как Сираб, Вайхыр, Гахаб. Главной рекой посёлка является река Нахчыванчай и её приток — Чехричай. Эти реки разделяют район на 2 части.

## Культура
В городе Бабек с 2007 года функционирует дом культуры. Также памятники Кюльтепе 1 и Кюльтепе 2 находятся на территории данного посёлка.